# Делень (комуна, Ясси)
Делень, Делені (рум. Deleni) — комуна у повіті Ясси в Румунії. До складу комуни входять такі села (дані про населення за 2002 рік):
- Делень (4475 осіб)
- Ляху-Наку (93 особи)
- Максут (2362 особи)
- Пояна (1228 осіб)
- Слобозія (1285 осіб)
- Фередень (932 особи)

Комуна розташована на відстані 340 км на північ від Бухареста, 62 км на північний захід від Ясс.

## Населення
За даними перепису населення 2002 року у комуні проживали 10 375 осіб.
Національний склад населення комуни:
| Національність | Кількість осіб | Відсоток |
| -------------- | -------------- | -------- |
| румуни         | 10373          | > 99,9%  |
| угорці         | 1              | < 0,1%   |
| серби          | 1              | < 0,1%   |

Рідною мовою назвали:
| Мова      | Кількість осіб | Відсоток |
| --------- | -------------- | -------- |
| румунська | 10373          | > 99,9%  |
| угорська  | 1              | < 0,1%   |
| сербська  | 1              | < 0,1%   |

Склад населення комуни за віросповіданням:
| Релігія            | Кількість осіб | Відсоток |
| ------------------ | -------------- | -------- |
| православні        | 10051          | 96,9%    |
| адвентисти         | 217            | 2,1%     |
| п'ятдесятники      | 68             | 0,7%     |
| римо-католики      | 10             | 0,1%     |
| бретрени           | 9              | 0,1%     |
| не вказали релігію | 9              | 0,1%     |

## Зовнішні посилання
- Дані про комуну Делень на сайті Ghidul Primăriilor [Архівовано 12 червня 2009 у Wayback Machine.]